# KallMeKris
Крістіна Лі Галлівелл Коллінз (англ. Kristina Lee Halliwell Collins, народилася 1 липня 1996 року), відома як KallMeKris — канадська знаменитість соціальних мереж і колишня перукарка із Британської Колумбії, відома своїми сценками тривалістю від тридцяти секунд до хвилини. Вона почала публікувати дописи в TikTok на початку COVID-19. Станом на травень 2023 року вона має 49,1 мільйона підписників, що робить її найбільш популярною тіктокеркою у Канаді.

## Раннє життя
Коллінз народилася в Абботсфорді, Британська Колумбія, Канада, і є другою дитиною з трьох сестер і двох братів. З раннього дитинства вона хотіла робити кар'єру в комедії.

## Кар'єра
За три роки до того, як стати творцем контенту, Коллінз почала працювати перукарем, працюючи на телешоу і приймаючи клієнтів у будинку своїх батьків. Їй довелося облишити перукарство у квітні 2020 року через пандемію COVID-19. Того ж місяця вона приєдналася до TikTok: за словами її брата, вона зробила це від нудьги, коли він її переконав, що варто було б.
Свій перший тікток вона опублікувала 9 квітня 2020 року. Її першими тіктоками були здебільшого синхронізації губ з аудіо і кліпи, натхненними її сім'єю та дитинством. Пізніше вона почала робити комедійні сценки, у яких грає кількох повторюваних персонажів. Згідно з The Netline, «серед її найпопулярніших персонажів — одержима вампірами 12-річна версія її самої, брателло з Бостона на ім'я Чед, сита по горло матір та малюк з крихітними ручками». Вона також знімає відеоблоги та відеореакції для свого YouTube-каналу. У минулому вона співпрацювала з Amazon, Lionsgate і Pantene. Представник компанії Red Bull звернувся до Коллінз після того, як її шанувальники постійно закликали компанію спонсорувати Кріс і їй дали довічний запас Red Bull. Компанія також організувала їй політ на вершину гори в Британській Колумбії на честь досягнення 10 мільйонів підписників. У 2021 році Forbes поставив її на п'яте місце серед тіктокерів з найбільшим доходом (4,75 мільйона доларів). 10 березня 2022 року вона з'явилася на канадській ранковій телепередачі Breakfast Television.
Коллінз відвідала VidCon 2022, який проходив у центрі конвенцій Анагайма у червні 2022 року, першому VidCon'і після пандемії COVID-19. Коллінз знялася у музичному відео на пісню San Quentin гурту Nickelback, яке вийшло 14 вересня 2022 року. 18 листопада 2022 року на концерті у Сейревіллі, Нью-Джерсі, Nickelback запросили Коллінз на сцену, щоб разом виконати пісню Rockstar . У лютому 2023 року Коллінз запустила власний бренд одягу Otto By Kris. 13 березня 2023 вона була ведучою церемонії вручення Juno Awards, на якій Nickelback внесли до Зали слави канадської музики.
26 квітня 2023 року Коллінз опублікувала відео, в якому розповідала про свій досвід переслідування, включно з тим, як дрони залітали на її задній двір і чоловіки підходили до її вхідних дверей. Через таке втручання в її особисте життя та страх за свою безпеку вона вирішила переїхати на нове місце. 5 травня 2023 року було оголошено, що Коллінз зіграє головну роль у вебсеріалі під назвою Ginormo!, який створили Кен Мок і Стівен Хе; прем'єра серіалу відбулася 12 травня 2023 року.

## Особисте життя
Кріс перебувала у стосунках з 2015 по 2021 рік, і говорить, що вони залишаються друзями. У травні 2021 року Коллінз опублікувала відео на YouTube, в якому розповідала про свої проблеми з психічним здоров'ям.